# 中央ゼミナール
専修学校中央ゼミナール（せんしゅうがっこうちゅうおうゼミナール）は、学校法人羽場学園が経営する東京都杉並区高円寺の専修学校で、専門課程（2年制）と一般課程（1年制）を中心とした学校である。

## 概要

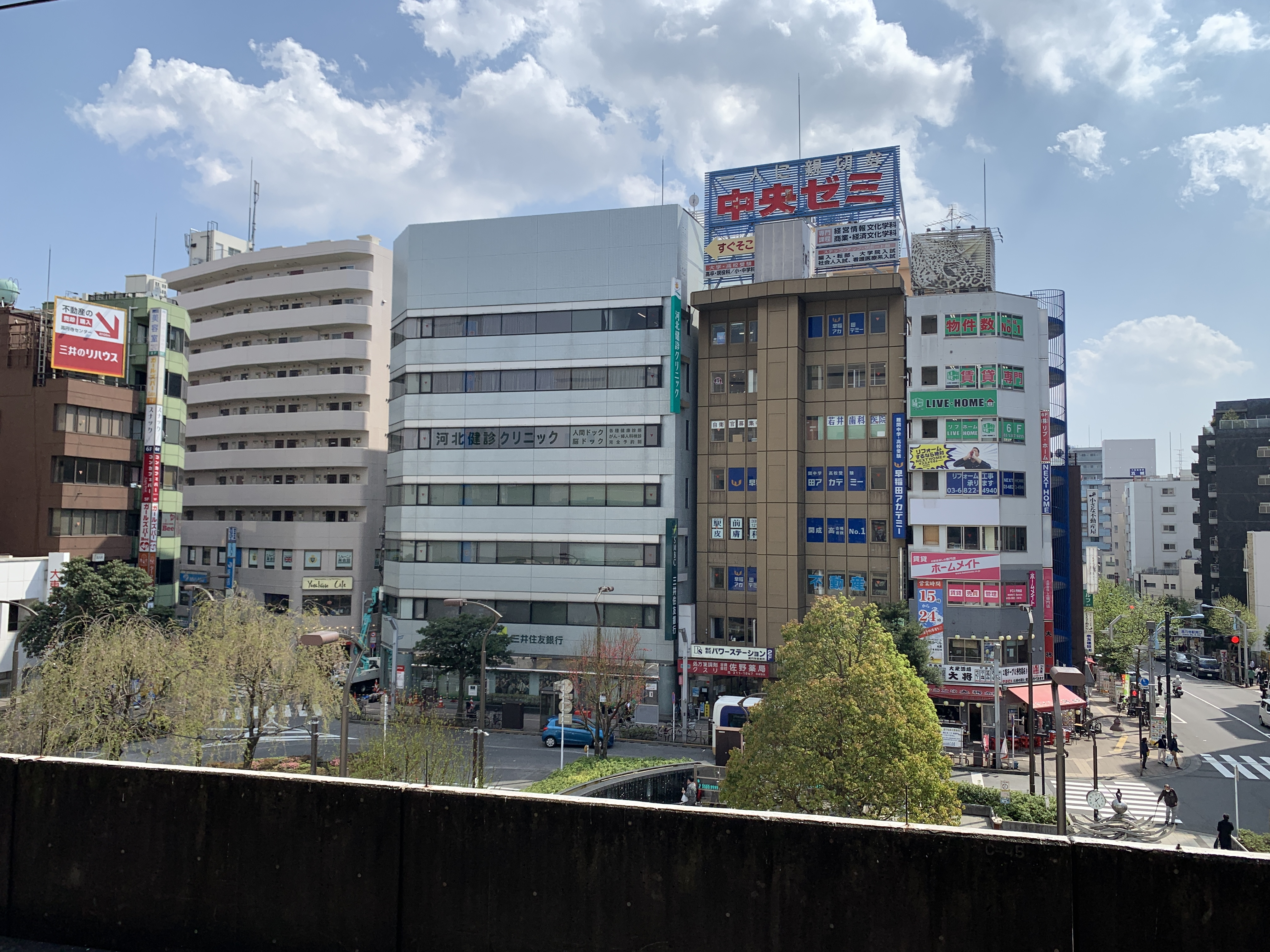
高円寺駅前の中央ゼミ看板。校舎は高円寺南4丁目45の区画にある。

学校法人羽場学園が運営する私立の専修学校であり、専門課程（2年課程）、一般課程（1年課程）、別科（通信制高校サポート校など）を設置する。校舎はJR中央線・総武線高円寺駅前（徒歩1分）にある。1966年に各種学校として設置され、2000年に専修学校として認可された。略称は「中ゼミ」。
専門課程は、デジタルビジネスを掲げる中央ゼミナール専門学校（東京デジタルビジネス／TDB）で、修了後の大学編入や就職をサポートする。中国語をツールとしたデジタルビジネススキルの習得、音楽をツールとしたデジタルビジネススキルの習得、アートをツールとしたデジタルビジネススキルの習得を目指す。
一般課程は、50年以上の歴史がある老舗の予備校で、大学受験対策のほか、大学編入対策、大学院入試対策、地域密着型の学習塾としても歴史がある。日本の大学や大学院への進学を希望する外国人留学生の受け入れにも積極的である。大学編入（人文科学系、社会科学系、理工農系、看護医療系）・大学院入試（臨床心理系大学院、人文科学、社会科学、自然科学、学際・複合・新領域）などが強い。対面指導・オンライン指導どちらも対応可能である。
別科には中央ゼミナール高等学院（通信制高校サポート校）のほか、大学編入通信コースや大学院入試通信コースを設置する。
校長は粕谷裕一。中央ゼミナールでは自然科学系の講師として長く勤めており、ステップアップサポート部（組織改編により廃止）部長を経て2024年4月校長に就任した。
キャッチコピーは、「学ぼう、進もう、飛びたとう」
なお、ステップアップサポート部は、大学夜間部に進学した学生が「どうしても昼間部へ転部したい」とする強い熱意から創設された、大学編入、大学院入試に特化した部署であったが、学内の組織改編に伴って2024年度以降は中央ゼミナール本体に統合された。同部が編集した編入・転部に関する書籍には、『まるわかり大学編入データブック』、『誰も教えてくれなかった大学編入』など多数の著作がある。

## 沿革
- 1966年6月 - 個人経営の大学受験を目的とした私塾として創立される。
- 長野県出身の旧日産財閥の幹部であった羽場梅子の夫が私費で、譲渡を受ける。
- 1979年 - 羽場梅子(2004年没)が、東京都認可の学校法人羽場学園として、初代理事長に就任。
- 2000年 - 東京都杉並区より設置認可を受け、専修学校中央ゼミナールとなる。
- 2012年 - 外国人留学生の受け入れを開始。
- 2023年 - 中央ゼミナール高等学院を開校。
- 2024年 - 大学編入コース、大学院入試コース、大学受験コースの3コースを改編する。
- 2025年 - 東京デジタルビジネス（TDB）開校

## 組織
- 文化教養専門課程（東京デジタルビジネス専門学校）
  - 音楽デジタルビジネスコース
  - アートデジタルビジネスコース
  - 中国語デジタルビジネスコース
- 文化教養一般課程（中央ゼミナール）
  - 大学進学総合科
    - 大学受験コース
    - 大学編入コース
    - 外国人留学生大学進学コース

  - 大学院進学総合科
    - 大学院入試コース
    - 外国人留学生大学院進学コース
- 附帯教育別科
  - 中央ゼミナール高等学院
  - 大学編入通信サポート
  - 大学院入試通信サポート

## トピック
少人数制教育
寺子屋教育を方針に掲げる一方で、受験界で著名な講師を招聘して大教室で授業を行った時代があった。代々木ゼミナールなどの大手予備校が立川校などを設立して、東京西部に進出。さらに東進ハイスクール・早稲田アカデミーなどの準大手予備校が地元の高円寺に進出すると競争が激化した。この対策として、手薄であった理系教育を注力するため、代々木ゼミナール講師を勇退した前田和貞(2004年没)を招聘した。
メディア露出
大学受験科は最盛期には学生数が3,000名を超えており、単一の校舎のみによる大学受験予備校としては、日本でも有数の在籍者数であった。当時、大晦日の『ゆく年くる年』で、大晦日徹夜特訓の様子が全国に中継された。その際のレポーターは紳助・竜介。
　至る所に昭和の雰囲気が残る中央ゼミナールの校舎は、ドラマやバラエティのロケに使われることがある。
2014年10月からのテレビ朝日系ドラマ『黒服物語』の第1話のロケに使われた。ジャニーズ事務所所属のSexy Zoneの中島健人が主役をつとめ、佐々木希、柏木由紀らと共演。
『クイズダービー』の予備校講師と生徒大会には、中央ゼミナール講師と学生も出演した。
テレビドラマ春になったら (テレビドラマ)のロケ地として校舎や教室が使われた際は、主演の濱田岳（川上一馬）が劇中で塾講師を演じ、その就職先として中央ゼミナールという名称がそのまま使用された。
留学生指導
大学進学や大学院進学を目指す外国人留学生にとっては、在留資格を取得可能な予備学校である。

## 主な著作・編纂物
- 中央ゼミナール編『まるわかり大学編入 データブック』オクムラ書店
- 中央ゼミナール編『合格ナビ!臨床心理士指定大学院攻略 専門科目編』東京図書
- 中央ゼミナール編『合格ナビ!臨床心理士指定大学院攻略 英語問題編』東京図書
- 中央ゼミナール編『まるわかり!大学編入―はじめての大学編入』オクムラ書店
- 中央ゼミナール編『全国主要大学編入学試験案内　2007年度版』一ツ橋書店
- 中央ゼミナール編『心理系大学院英語問題と解答』東京図書
- 中央ゼミナール編『社会科学系大学院英語問題と解答』東京図書
- 中央ゼミナール編『合格！大学編入は英語で決まる』東京図書
- 中央ゼミナール編『理学工学系大学院英語問題と解答』東京図書
- 中央ゼミナール編『大学編入・大学院入試合格!論文の書き方』東京図書
- 中央ゼミナール編『ナースと看護学生のための大学・大学院の歩き方』東京図書
- 中央ゼミナール編『資格から仕事へ 看護・医療―社会人・学生のキャリアを生かせる進学』オクムラ書店
- 中央ゼミナール編『資格から仕事へ 福祉・介護―ステップアップに向けた進学の勧め』オクムラ書店
- 中央ゼミナール編『合格ナビ!心理系大学院・大学編入攻略』東京図書
- 中央ゼミナール編『キャリアアップ!大学院完全攻略―変貌する大学院のおトクな活用法!』信山社
- 中央ゼミナール編『心理学を学びたい人のための大学・大学院の歩き方』東京図書
- 中央ゼミナール編『大学編入・転部試験問題集』東京図書
- 中央ゼミナール編『人文科学系英語問題と解答―大学院入試問題集』東京図書
- 中央ゼミナール編『社会科学系英語問題と解答-大学院入試問題集』東京図書
- 江川博康『大学1・2年生のためのすぐわかる数学』東京図書
- 江川博康『合格ナビ！数学検定１級１次　解析・確率統計』日本数学検定協会
- 江川博康『合格ナビ！数学検定１級１次　線形代数』日本数学検定協会
- 江川博康『弱点克服　大学生の微分方程式』東京図書
- 江川博康『弱点克服　大学生の線形代数』東京図書
- 江川博康『弱点克服　大学生の微積分』東京図書
- 江川博康『弱点克服　大学生の複素関数』東京図書
- 江川博康『入試問題に秘められた大学数学』東京図書
- 前田和貞『大学1・2年生のためのすぐわかる演習物理』東京図書
- 前田和貞『大学1・2年生のためのすぐわかる演習』東京図書
- 中原仁『ライブ解説!社会科学系大学院への英語』東京図書
- 宍戸ふじ江『だれも教えてくれなかった大学編入』東京図書
- 赤田達也「50歳からの大学院受験マニュアル」『月刊現代』2008年4月号講談社
- 赤田達也『「学歴ロンダリング」実践マニュアル――最短で憧れの学歴を手に入れる方法』オクムラ書店
- 赤田達也「東大､早慶も面接だけで合格､学生集めに 四苦八苦の大学院」『週刊ダイヤモンド』2010年９月18日号ダイヤモンド社